# Diplotoxa rhyncosporae
Diplotoxa rhyncosporae är en tvåvingeart som beskrevs av Spencer 1988. Diplotoxa rhyncosporae ingår i släktet Diplotoxa och familjen fritflugor.
Artens utbredningsområde är Guadeloupe. Inga underarter finns listade i Catalogue of Life.